# Cissampelopsis
Cissampelopsis es un género de plantas herbáceas perteneciente a la familia de las asteráceas. Comprende 10 especies descritas y  aceptadas.

## Taxonomía
El género fue descrito por (DC.) Miq. y publicado en Flora van Nederlandsch Indië 2: 102. 1856. La especie tipo es: Cissampelopsis volubilis (Blume) Miq.	

## Especies aceptadas
A continuación se brinda un listado de las especies del género Cissampelopsis aceptadas hasta julio de 2012, ordenadas alfabéticamente. Para cada una se indica el nombre binomial seguido del autor, abreviado según las convenciones y usos.
- Cissampelopsis ansteadii (Tadul. & Jacob) C.Jeffrey & Y.L.Chen
- Cissampelopsis buimalia (Buch.-Ham. ex D.Don) C.Jeffrey & Y.L.Chen
- Cissampelopsis calcadensis C.Jeffrey & Y.L.Chen
- Cissampelopsis corifolia C.Jeffrey & Y.L.Chen
- Cissampelopsis corymbosa (Wall. ex DC.) C.Jeffrey & Y.L.Chen
- Cissampelopsis erythrochaeta C.Jeffrey & Y.L.Chen
- Cissampelopsis glandulosa C.Jeffrey & Y.L.Chen
- Cissampelopsis spelaeicola (Vaniot) C.Jeffrey & Y.L.Chen
- Cissampelopsis volubilis (Blume) Miq.
- Cissampelopsis walkeri (Arn.) C.Jeffrey & Y.L.Chen